# Demonax protogenes
Demonax protogenes är en skalbaggsart som först beskrevs av Newman 1842.  Demonax protogenes ingår i släktet Demonax och familjen långhorningar.
Artens utbredningsområde är Filippinerna. Inga underarter finns listade i Catalogue of Life.